# Pekantingan
Pekantingan is een bestuurslaag in het regentschap Cirebon van de provincie West-Java, Indonesië. Pekantingan telt 4809 inwoners (volkstelling 2010).